# Bitwa morska przy przylądku Bon
Bitwa morska przy przylądku Bon – starcie zbrojne, które miało miejsce w roku 468 n.e.
Po upadku państwa Hunów na ziemie cesarstwa napływać zaczęły liczne szczepy Wandalów w poszukiwaniu zajęcia na służbie cesarskiej bądź organizując łupieżcze wyprawy. Taki stan rzeczy przyczynił się do powstania nastrojów antygermańskich w Bizancjum.
W roku 465 po śmierci rzymskiego cesarza Libiusza Sewerusa, cesarz bizantyjski Leon I wysłał do Italii Prokopiusza Antemiusza z misją obsadzenia tronu i pokonania Wandalów w Afryce.
Wkrótce sytuacja w Afryce stała się tak poważna, że cesarz Leon I w roku 467 zdecydował się w końcu na wielką wyprawę przeciwko przywódcy Wandalów, Genzerykowi. Na czele sił zbrojnych Wschodu cesarz postawił swego szwagra Bazyliskusa. Przeciwko Genzerykowi Bizancjum wystawiło największą w dziejach późnego cesarstwa rzymskiego flotę, której koszt przewyższał roczne dochody budżetu państwa.
Wyprawę przeciwko Wandalom podjęto w roku 468. Flota rzymsko-bizantyjska dowodzona przez Bazyliskusa liczyła 1100 galer i statków transportowych z wojskiem. Siły te ruszyły ku Afryce i zakotwiczyły przy przylądku Bon, w pobliżu Kartaginy, gdzie wysadziły desant żołnierzy. Kilka dni trwały rozmowy na temat zawieszenia broni z Genzerykiem. Wandalowie wykorzystali jednak ten czas na przygotowania do uderzenia na flotę bizantyjsko-rzymską. Wkrótce zaatakowali przeciwnika, kierując na jego unieruchomioną flotę płonące brandery. Spłonęła połowa okrętów cesarskich, reszta stała się celem ataku Wandalów. Flota bizantyjsko-rzymska została rozgromiona, tylko nielicznym okrętom udało się umknąć. Po tej porażce Leon I zawarł pokój z Wandalami.